# Gäddtjärnen (Arvidsjaurs socken, Lappland, 728318-165252)
Gäddtjärnen är en sjö i Arvidsjaurs kommun i Lappland och ingår i Byskeälvens huvudavrinningsområde. Gäddtjärnen ligger i Byskeälven Natura 2000-område.